# Gerville
Gerville är en kommun i departementet Seine-Maritime i regionen Normandie i norra Frankrike. Kommunen ligger i kantonen Fécamp som tillhör arrondissementet Le Havre. År 2022 hade Gerville 421 invånare.

## Befolkningsutveckling
Antalet invånare i kommunen Gerville
| Referens: INSEE |